# André Ribeiro Coutinho
André Ribeiro Coutinho (Lisboa, ? — Rio de Janeiro, 1751) foi um administrador colonial português e comandante militar da Fortaleza do Rio Grande, investido nos poderes de governar a Capitania de São Pedro do Rio Grande do Sul.
Filho de Pascoal Ribeiro Coutinho. Casou-se com Ana Maria da Conceição. Foi mestre-de-campo e governador da Capitania de São Pedro do Rio Grande do Sul, de 11 de dezembro de 1737 a 22 de dezembro de 1740.

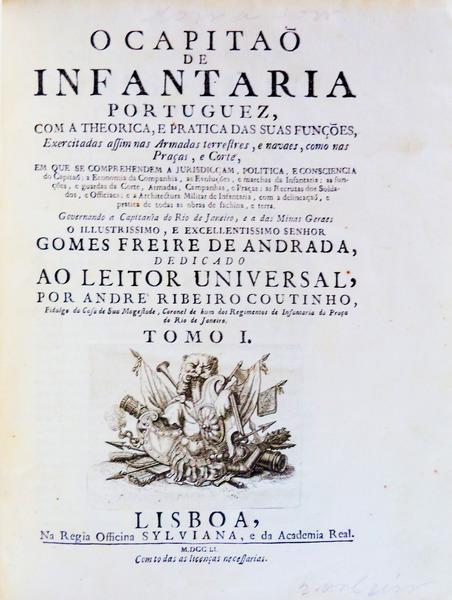
Frontíspicio do tratado "Capitaõ de Infantaria Portuguez"

Autor do tratado teórico-prático militar "O CAPITAÕ DE INFANTARIA PORTUGUEZ".